# Caitlynne Medrek
Caitlynne Elizabeth Medrek (née le 19 novembre 1989 à Calgary) est une actrice canadienne anglophone, active notamment dans le doublage et la websérie.
Elle est principalement connue pour incarner Claire Daniels, un des rôles principaux de la websérie LGBT, Out With Dad maintes fois récompensée,,,.
Plus récemment, elle a tourné de courtes scènes dans des séries télévisées tournées en Alberta.

## Filmographie

### Télévision

#### Séries télévisées
- 2016 - Hell on Wheels : L'Enfer de l'Ouest (S05E10) : Nouvelle Prostituée
- 2017 - Fargo (saison 3) : Grace Stussy, fille d'Emmit Stussy

#### Séries d'animation (voix anglaise)
- 2005-2006 - My-otome : Mikoto
- 2011-2012 - Total Drama Island (L'Île des défis extrêmes) : Dawn
- 2012-2013 - Gintama : Lex

### Internet

#### Webséries
- 2011-2016 - Out With Dad (→ S4E22) : Claire Daniels (Version doublée retransmise sur France 4 - V.F. : Alice Taurand)[5]
- 2012-2013 - Clutch : Lex

## Nominations et Distinctions
Elle a obtenu les nominations et reçu les distinctions suivantes :
| Awards            | Total       | Total | 2013 | 2013 | 2014 | 2014 | 2015 | 2015    |
| Awards            | Nominations | Prix  | Nom. | Pr.  | Nom. | Pr.  | Nom. | Pr.     |
| ----------------- | ----------- | ----- | ---- | ---- | ---- | ---- | ---- | ------- |
| Indie Soap Awards | 3           | 1     | 1    | 1    | 1    | 0    | 1    | inconnu |
| LA WebFest        | ---         | 1     | Sel. | ---  | Sel. | 1    | ---  | ---     |

### 2013
4e Indie Soap Awards (2013) (un seul gagnant dans la même catégorie)
- Award : Meilleure Première Performance (Best Breakthrough Performance) pour " Out with Dad "

### 2014
5e Indie Soap Awards (2014) (un seul gagnant dans la même catégorie)
- Nominations[6] : Meilleure Second Rôle Féminin, Drame (Best Supporting Actress (Drama))  pour " Out with Dad " (1re nom.)

LA Web Series Festival 2014 (prix multiples dans la même catégorie)
- Award : Second Rôle Féminin Remarquable dans une Série Dramatique (Outstanding Supporting Actress in a Drama Series)  pour " Out with Dad "

### 2015
6e Indie Soap Awards (2015) (un seul gagnant dans la même catégorie)
- Nominations[7] : Meilleure Second Rôle Féminin, Drame (Best Supporting Actress (Drama))  pour " Out with Dad " (2e nom.)